# Land of a Thousand Words
Land of a Thousand Words è un brano musicale del gruppo pop statunitense Scissor Sisters, pubblicato come secondo singolo estratto dall'album Ta-Dah nel 2006.

## Tracce
UK CD Singolo
1. Land of a Thousand Words – 3:50
2. Land of a Thousand Words (Junkie XL remix) – 5:17

## Video
Il video, diretto da Brumby Boylston e Chris Dooley, omaggio le sequenze dei titoli dei film di James Bond.